# Прелюдия соль минор (Рахманинов)

Первый такт прелюдии
Прелюдия соль минор опус 23, № 5 — произведение Сергея Рахманинова, законченное им в 1901 году. 
Пьеса является частью цикла из десяти прелюдий ― несмотря на то, что она была написана на два года раньше остальных девяти пьес. Сам Рахманинов впервые представил прелюдию в Москве 10 февраля 1903 года, вместе с прелюдиями № 1 и № 2 из опуса 23.

## Структура
Прелюдия имеет сложную трёхчастную форму.
- Раздел 1 ― Alla marcia ― можно поделить на три подраздела.

В первом подразделе вводится основная тема прелюдии.
Такты 2 и 3:
Во втором подразделе звучит аккордовая секвенция. Ниже представлены такты 17 и 18:
В третьем подразделе повторяется главная тема пьесы.
- Раздел 2 ― Poco meno mosso ― начинается с 35 такта и представляет собой лирическую аккордовую мелодию с аккомпанементом в виде арпеджио. В такте 42 в среднем голосе появляется новая мелодия.

Главная тема раздела ― такты 35 и 36:
Такт 42, появление новой мелодии:
После среднего раздела прелюдии снова возвращается маршевый характер первой части, постепенно увеличивается её темп. Ниже представлен такт 72:
Пьеса заканчивается коротким тихим арпеджио (такт 84):

## Знаменитые исполнения
Эмиль Гилельс играл эту прелюдию на фронте Второй мировой войны, в поддержку советских вооруженных сил. В кинохронике авторский голос говорит: «Гилельс играет на фронте. Им нужна была его музыка, необходимо было это величественное напоминание о ценностях, за которые стоит сражаться: бессмертная музыка!» Эта прелюдия ― одна из наиболее исполняемых и записанных пьес из набора Op. 23.